# Abraham Löthner
Abraham Löthner, född 1713 i Kristinehamn, död 4 september 1783 i Kristinehamn, var en svensk präst. 
Han var son till rådmannen och kopparslagaren Jonas Stark (1679-1728) och Brita Olsdotter Wallberg (1676-1727) samt gift med Christina Emerentia Erasmi (1719-1795) dotter till löjtnanten Johan Gottschalk Erasmi (1697-1737). Paret fick bland annat sonen Jonas Johannes Löthner som blev bataljonspredikant vid Närkes och Värmlands regemente.
Abraham Löthner antog namnet Löthner efter stadsdelen Löthen i Kristinehamn där hans farfar köpt en gård och inrättat ett kopparslageri. Löthner blev student vid Uppsala universitet 1727 och prästvigdes 18 december 1735. Han blev magister i Lund 1741. Han var bataljonspredikant vid Nerikes och Wermelands Regemente 1742. Han valdes till kyrkoherde I Kristinehamn 1756 och tillträdde tjänsten 1758. Han blev vice kontraktsprost 1762 och predikade på prästmötet 1767 och blev slutligen ordinarie kontraktsprost 1769. Flera av hans predikningar, tal och några av hans likpredikan gavs ut i tryckt form. Bland dessa märks
- Ålderdomens sköna skrud. Likpredikan öfver Öfverste-Lieutenant Nils Nordensvärd 1763.
- Den naturliga menniskan förderfvad i sittsinne, oduglig till trona Prestmötespredikan 1767.
- Tal vid Maria Gustafva Troils, Assessor Olof Ulrik Nummers’ Frus, begrafnings-act. 1776.